# 카스미 사나
카스미 사나(일본어: 華純 沙那 かすみ さな[*], 12월 1일 - )은 다카라즈카 가극단 유키구미에 소속된 여역이다.
효고현 다카라즈카시 출신, 시립니시노미야고등학교 출신이다. 키 163cm, 애칭은 "마루(まる)", "마루코(まるこ)", "미키(ミキ)"이다.

## 약력
2018년, 다카라즈카 음악학교에 입학.
2020년, 다카라즈카 가극단 106기생으로 입단. 츠키구미 공연 「WELCOME TO TAKARAZUKA / 피가르 광소곡」으로 초무대. 그 후 유키구미에 배속.
2022년, 「유메스케 천냥 선물」로 신인공연 첫 히로인. 입단 3년차의 발탁이다.

## 주요 무대
| 기간 (월) | 소속 | 제목                       | 공연장                                 | 배역                   | 비고                                    |
| --------- | ---- | -------------------------- | -------------------------------------- | ---------------------- | --------------------------------------- |
| 2020년    |      |                            |                                        |                        |                                         |
| 9 - 11    | 츠키 | WELCOME TO TAKARAZUKA      | 다카라즈카 대극장                      |                        | 초무대                                  |
| 9 - 11    | 츠키 | 피가르 광소곡              | 다카라즈카 대극장                      |                        | 초무대                                  |
| 2021년    |      |                            |                                        |                        |                                         |
| 1 - 4     | 유키 | fff-포르티시시모-          | 다카라즈카 대극장 도쿄 다카라즈카 극장 |                        |                                         |
| 1 - 4     | 유키 | 실크로드 ~도적과 보석~     | 다카라즈카 대극장 도쿄 다카라즈카 극장 |                        |                                         |
| 5 - 6     | 유키 | 진짜 마법사                | 바우홀 KAAT카나가와예술극장            |                        |                                         |
| 8 - 11    | 유키 | CITY HUNTER                | 다카라즈카 대극장 도쿄 다카라즈카 극장 | 아르마 다얀 (신인공연) | 본역 : 유메시로 아야                    |
| 8 - 11    | 유키 | Fire Fever!                | 다카라즈카 대극장 도쿄 다카라즈카 극장 |                        |                                         |
| 2022년    |      |                            |                                        |                        |                                         |
| 1         | 유키 | Sweet Little Rock 'n' Roll | 바우홀                                 | 마리                   |                                         |
| 3 - 6     | 유키 | 유메스케 천냥 선물         | 다카라즈카 대극장 도쿄 다카라즈카 극장 | 오긴 (신인공연)        | 본역 : 아사즈키 키와 신인공연 첫 히로인 |
| 3 - 6     | 유키 | Sensational!               | 다카라즈카 대극장 도쿄 다카라즈카 극장 |                        |                                         |
| 7 - 8     | 유키 | 심중 사랑의 야마토로       | 드라마시티 일본청년관                  |                        |                                         |